# گیرنده هسته‌ای

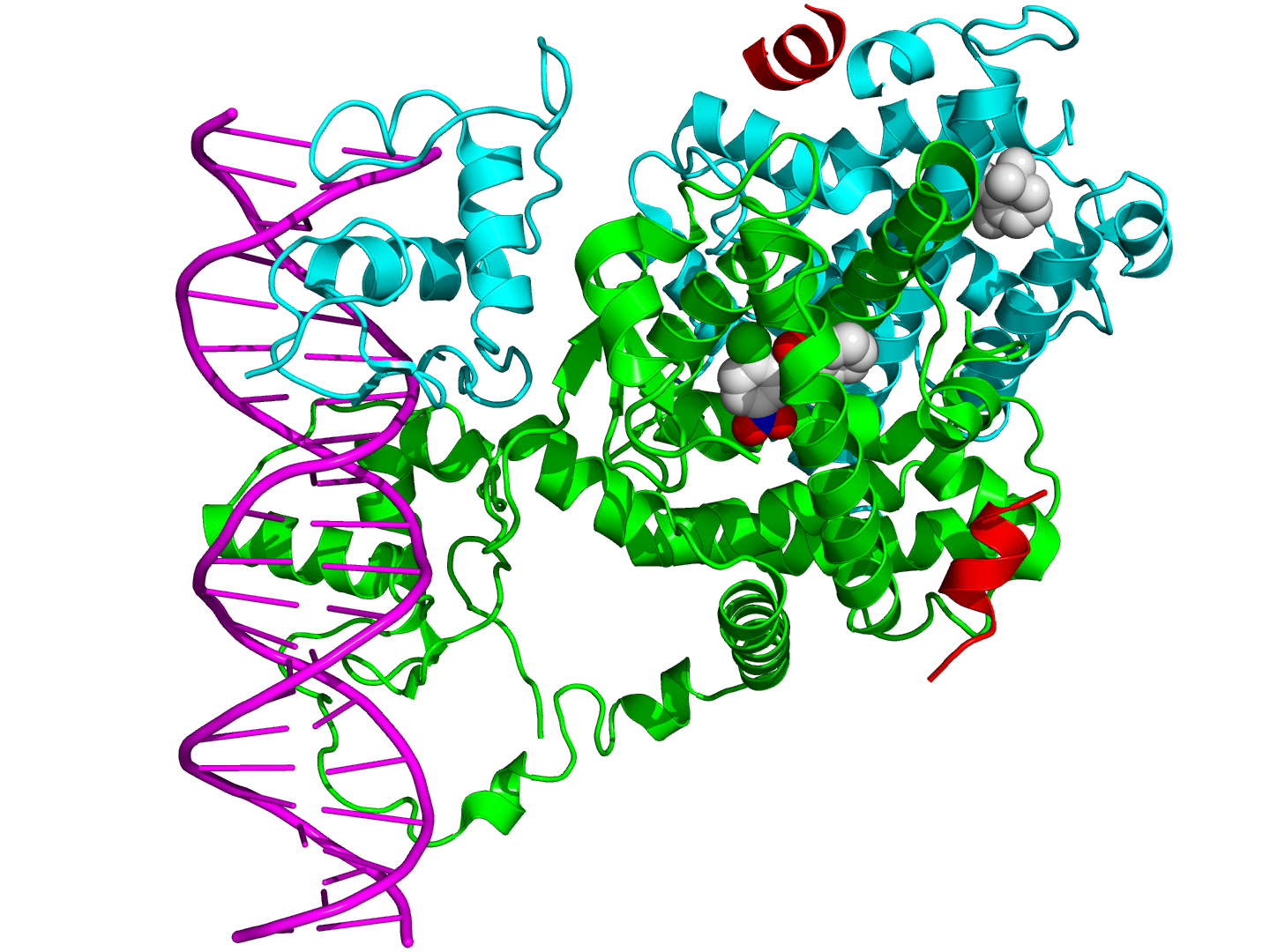
ساختار کریستالوگرافیک گیرندهٔ هسته‌ای «PPAR-γ» (سبز) و «RXRA» (یشمی) متصل به دی‌ان‌ای دو رشته‌ای (ارغوانی) و دو مولکول فعال‌ساز NCOA2 (قرمز). آنتاگونیست PPAR-γ یعنی مولکول «GW9662» و آگونیست RXR-α یعنی رتینوئیک اسید بصورت مدل‌های فضاپُرکن نمایش داده شده‌اند. (کربن = سفید، oxygen = قرمز، نیتروژن = آبی، کُلرین = سبز).

گیرنده‌های هسته‌ای (انگلیسی: Nuclear receptor) در زیست‌شناسی مولکولی به رده‌ای از پروتئین‌ها گفته می‌شود که در سلول‌ها مسئولیت تشخیصِ حضورِ هورمون‌های استروییدی، هورمون تیروئید و برخی ملکول‌های دیگر را دارند. در حضور چنین هورمون‌هایی، این گیرنده‌ها موجب تنظیم بیان برخی ژن‌ها شده و در نهایت تکامل، هومئوستازی و متابولیسم موجود زنده را کنترل می‌کنند.
گیرنده‌های هسته‌ای این قابلیت را دارند که به‌طور مستقیم به دی‌ان‌ای متصل شوند و بیان ژن‌های مجاور را کنترل کنند و به‌همین دلیل آنها را، در دستهٔ فاکتور رونویسی طبقه‌بندی می‌کنند. همین خاصیت گیرنده‌های هسته‌ای نیز، آنها را از سایر گیرنده‌های سلولی متمایز می‌کند. در نتیجه، گیرنده‌های هسته‌ای نقش کلیدی در تکامل جنین و هومئوستازی بالغین دارند.
این گیرنده‌ها بر حسب مکانیسم اثر یا همولوژی‌شان طبقه‌بندی می‌شوند.